# مردم آنتس

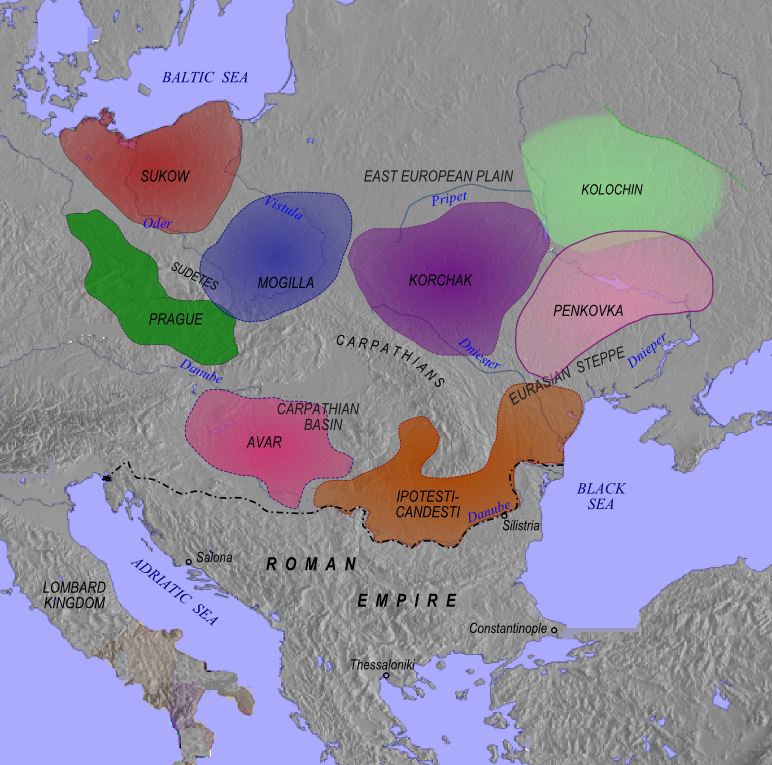
فرهنگ‌های باستان‌شناسی اسلاوهای اولیه اوایل سده هفتم

آنتس‌ها یا آنتای‌ها (یونانی: Ἄνται) قبایل اسلاو اولیه در سده ششم میلادی بودند. آن‌ها در پایین‌دست رود دانوب و منطقه شمال غرب دریای سیاه (مولداوی و مرکز اوکراین) و در مناطق پیرامون رود دن (در مرکز و جنوب روسیه) زندگی می‌کردند. محققان معمولاً آنتس‌ها را با فرهنگ باستان‌شناسی پنکووکا مرتبط می‌دانند. آن‌ها از نیاکان اسلاوهای شرقی به‌شمار می‌روند.